# Big Five (Orchester)
Als Big Five werden seit den 1950er Jahren die fünf bedeutendsten Sinfonieorchester der USA bezeichnet (New York Philharmonic, Boston Symphony Orchestra, Chicago Symphony Orchestra, Philadelphia Orchestra und Cleveland Orchestra). Inwieweit eine solche Bezeichnung immer noch Geltung hat, ist umstritten.

## Situation in den USA

### Begriff
Unter den „Big Five“ versteht man (sortiert nach dem Gründungsdatum):
- New York Philharmonic (Orchestra) (1842)
- Boston Symphony Orchestra (1881)
- Chicago Symphony Orchestra (1891)
- Philadelphia Orchestra (1900)
- (The) Cleveland Orchestra (1918)

Ursprünglich sprach die Kritik von drei Orchestern, den „Big Three“ an der Ostküste der Vereinigten Staaten: New York Philharmonic Orchestra/New York, Boston Symphony Orchestra/Massachusetts und Philadelphia Orchestra/Pennsylvania.
In den 1950er Jahren erweiterte man diese aufgrund außerordentlicher Dirigentenleistungen um das Chicago Symphony Orchestra/Illinois (unter Fritz Reiner) und das Cleveland Orchestra/Ohio (unter George Szell), beide aus dem Mittleren Westen, zu den heute bekannten „Big Five“. Es handelt sich bei den „Big Five“ um einige der ältesten Orchester der USA. Einzig das Orchester in Cleveland wurde nach der Jahrhundertwende gegründet. Die Bezeichnung „Big Five“ wurde anfangs von Journalisten und Orchesterfunktionären geprägt und etablierte sich in den USA bis in die 1960er Jahre.
Die Orchester stehen zum einen für künstlerische Qualität, regelmäßige nationale und internationale Tourneen sowie Aufnahmen mit weltbekannten Dirigenten. Zum anderen verfügen sie über ein großes Jahresbudget und Stiftungen.
Auch wenn im Laufe der Zeit das Budget und die künstlerische Qualität des Saint Louis Symphony Orchestra, des Los Angeles Philharmonic Orchestra und des San Francisco Symphony Orchestra zunahmen, blieb die Begrifflichkeit zunächst beständig. Die Geschäftsführer der führenden Orchester der Westküste (Los Angeles und San Francisco) versuchten erfolglos den exklusiven Club zu einer „Big Six“ bzw. „Big Seven“ zu erweitern.

### Kritik
Seitdem einzelne Orchester wie Detroit, San Francisco und Los Angeles ihren Musikern deutlich mehr bezahlen und Talente anziehen, kann man nach Michael Mauskapf nur noch von einem historischen Begriff sprechen. Für George Seltze sind stattdessen eine große Anzahl von erstklassigen Ensembles erkennbar.
Für Phil G. Goulding ist das Renommee eines Orchesters für die Beurteilung seiner Qualität nicht ausreichend. Unmittelbar hinter den großen fünf US-amerikanischen Orchestern kämen das Detroit Symphony Orchestra (1914), das Los Angeles Philharmonic Orchestra (1919), das Minnesota Orchestra (1903), das National Symphony Orchestra (1931), das Pittsburgh Symphony Orchestra (1927), das Saint Louis Symphony Orchestra (1880) und das San Francisco Symphony Orchestra (1909) sowie die kanadischen Orchester Orchestre symphonique de Montréal (1934) und Toronto Symphony Orchestra (1918). Zu den weiteren relevanten Orchestern zählt er neben anderen das Atlanta Symphony Orchestra (1933), das Baltimore Symphony Orchestra (1916), das Cincinnati Symphony Orchestra (1895), das Dallas Symphony Orchestra (1900), das Houston Symphony Orchestra (1913), das Indianapolis Symphony Orchestra (1930) und das Milwaukee Symphony Orchestra (1959).
James R. Oestreich (The New York Times) befand, dass „Big Five“ heutzutage nur noch vom inneren Kreis als Selbstbezeichnung benutzt wird. Zwar trug die Bezeichnung in der Anfangszeit zum internationalen Ansehen amerikanischer Orchester bei, nur habe es in den letzten Jahrzehnten einen grundsätzlichen Wandel gegeben. Insbesondere sei es problematisch, belastbare Kriterien aufzustellen. Die „Big Five“ versuchten sich auf quantitative Kennzahlen wie Budget, Diskographie, Tourneen, Rundfunkpräsenz und Musikeranzahl zu stützen. Das Orchester in Cleveland, das mit Abstand das kleinste Budget hatte, konnte sich trotzdem unter George Szell in einer Art „Big Four Plus“ Zirkel etablieren. Andererseits war das Orchester in Philadelphia 2011 zahlungsunfähig (Chapter 11). Nach Angaben der League of American Orchestras ist das Orchester in Los Angeles (nicht „Big Five“) mit dem größten Budget ausgestattet, noch vor Boston, Chicago, San Francisco (ebenfalls nicht „Big Five“), New York und Philadelphia sowie höchstwahrscheinlich vor Cleveland, das keine Angaben machte.
Fred Kirshnit (The New York Sun) schlug eine Neubewertung vor: Er rechnete das Pittsburgh Symphony Orchestra, das Cincinnati Symphony Orchestra und das Los Angeles Philharmonic Orchestra als neue Orchester zu den „Big Five“. Weiterhin vertreten seien das Chicago Symphony Orchestra und das Boston Symphony Orchestra. Die Orchester von Philadelphia, Cleveland und New York gehörten aus vielerlei Gründen nicht mehr zur Spitzengruppe.

### Gramophone-Ranking
In einem Kritikerranking der Musikfachzeitschrift Gramophone von 2008 zu den Top 20 Orchestern der Welt waren sieben amerikanische Orchester vertreten, nämlich das Chicago Symphony Orchestra (5.), das Cleveland Orchestra (7.), das Los Angeles Philharmonic Orchestra (8.), das Boston Symphony Orchestra (11.), das New York Philharmonic Orchestra (12.), das San Francisco Symphony Orchestra (13.) und das Metropolitan Opera Orchestra New York (18.).

### Finanzen
| Orchester                     | Gesamtausgaben (US$) |
| ----------------------------- | -------------------- |
| Los Angeles Philharmonic      | 130.412.242          |
| Boston Symphony Orchestra     | 99.336.161           |
| Chicago Symphony Orchestra    | 79.902.368           |
| New York Philharmonic         | 76.731.386           |
| San Francisco Symphony        | 75.611.648           |
| Cleveland Orchestra           | 54.312.581           |
| Philadelphia Orchestra        | 50.593.583           |
| Pittsburgh Symphony Orchestra | 37.955.170           |
| Dallas Symphony Orchestra     | 37.473.130           |
| Detroit Symphony Orchestra    | 33.684.771           |

### Konzerthäuser
Nahezu alle „Big Five“-Orchester verfügen über akustisch hochwertige, überwiegend ältere Konzerthäuser: insbesondere die Symphony Hall (Boston), aber auch die Severance Hall (Cleveland) sowie das Symphony Center (Chicago) und die David Geffen Hall (New York). Mit dem Morton H. Meyerson Symphony Center (Dallas) trat 1989 ein herausragender Konzertneubau eines Nicht-„Big-Five“-Orchesters hinzu.

### Innovation
Eine 2010 veröffentlichte Studie zeigt, dass alle „Big Five“-Orchester in einem Untersuchungszeitraum bis 1959 insoweit innovativ wirkten, als dass sie im Vergleich zu anderen amerikanischen Orchestern durchaus neue Komponisten in ihr Programm aufnahmen: Chicago Symphony Orchestra (1.), Philadelphia Orchestra (2.), Boston Symphony Orchestra (3.), New York Symphony Orchestra (7.) und Cleveland Orchestra (11.). Eine andere Frage kann sein, ob die Stücke erneut aufgeführt wurden.

### Dirigentenprofile
Mit Ausnahme der New Yorker waren die Gründungsdirigenten der „Big Five“ ausnahmslos Europäer (George Henschel, Theodore Thomas, Fritz Scheel und Nikolai Sokoloff). Insbesondere die deutsche Präsenz war herausragend, was sich auch auf das Repertoire auswirkte. Die großen Orchestergründungen vollzogen sich überdies in Zielregionen der Deutschamerikaner wie in Chicago und Philadelphia. Auch während der Erfolgszeit von Leonard Bernstein standen den „Big Five“  Dirigenten europäischen Ursprungs vor. Demgegenüber werden andere Orchester (San Francisco u. a.) seit Beginn an eher von US-Amerikanern dirigiert.

### Frauenanteil
Der weibliche Anteil an Orchestermusikern verhält sich umgekehrt proportional zum Budget, d. h. je größer das Budget ist, desto kleiner der Frauenanteil. So lag in der Saison 1996/97 der Frauenanteil bei den „Big Five“ bei 28 Prozent. Bei Orchestern mit Budgets von über 3,75 Millionen US-Dollar waren 34,7 Prozent Orchestermusikerinnen beschäftigt; Orchester mit einem Budget von 1,1 bis 3,75 Millionen US-Dollar hatten einen Frauenanteil von 46,7 Prozent.
Bis dato gab es keine weiblichen Chefdirigenten bei den Orchestern der „Big Five“.

## Weitere Verwendungen
Im Orchesterführer Herbert Haffners werden unter der Begrifflichkeit „Big Five“ die wichtigen in London beheimateten Orchester zusammengefasst: London Symphony Orchestra, BBC Symphony, London Philharmonic, Philharmonia und Royal Philharmonic Orchestra.
Des Weiteren verweist Haffner auf die durch Joseph Stalin als „Big Five“ ausgewiesenen Orchester in der Sowjetunion: Bolschoi-Orchester, Staatliches Akademisches Sinfonieorchester, Großes Sinfonieorchester des sowjetischen Rundfunks (alle Moskau), Kirov-Orchester (Leningrad) und Leningrader Philharmoniker.